# Oenothera glazioviana
Oenothera glazioviana là một loài thực vật có hoa trong họ Anh thảo chiều. Loài này được Micheli mô tả khoa học đầu tiên năm 1875.

## Hình ảnh

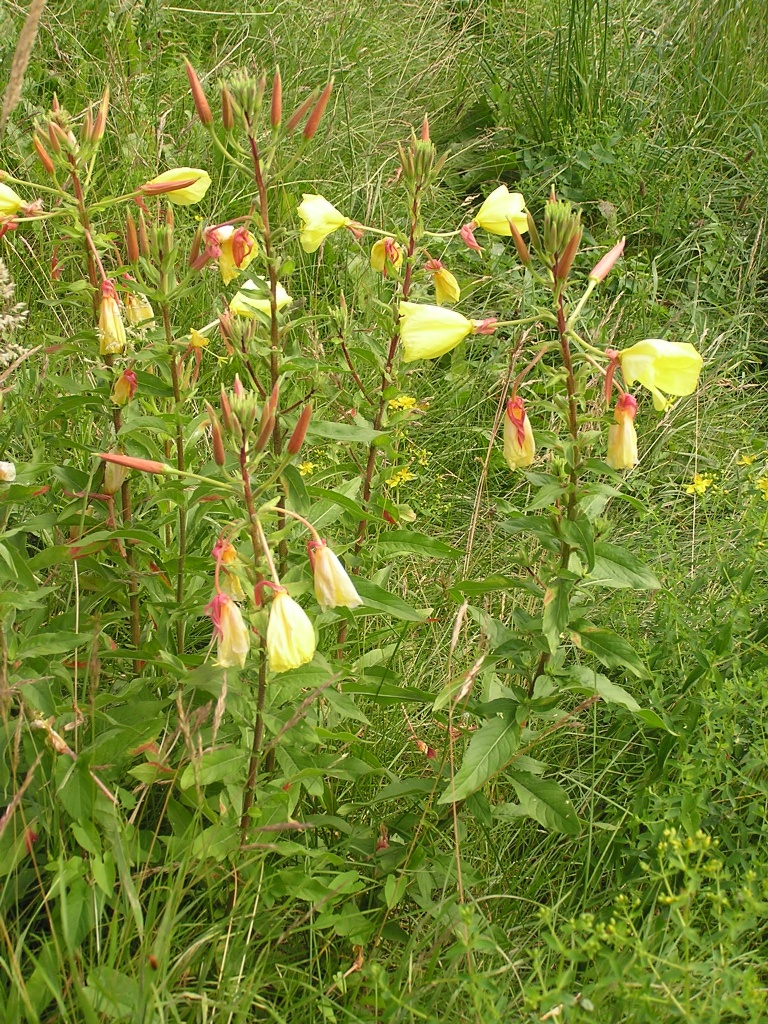
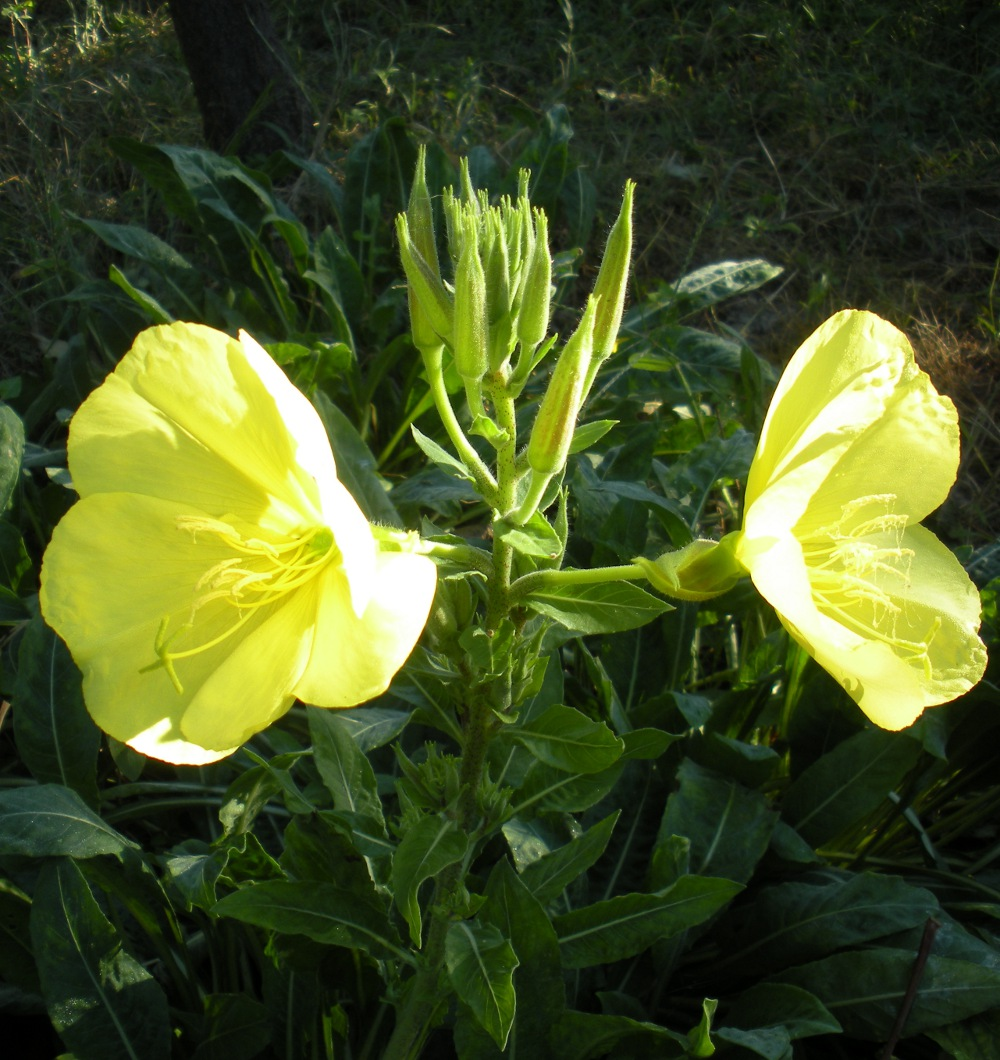
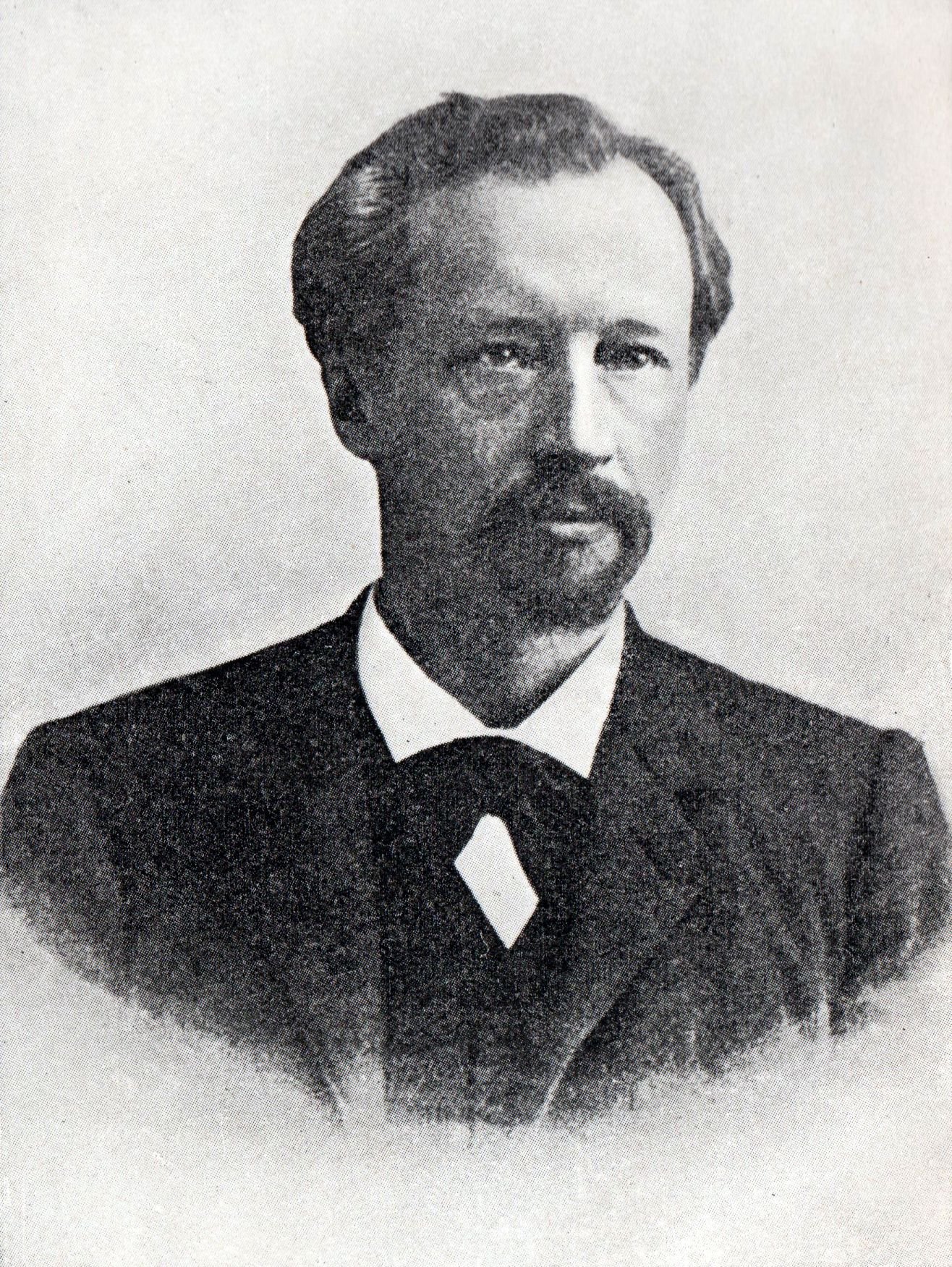
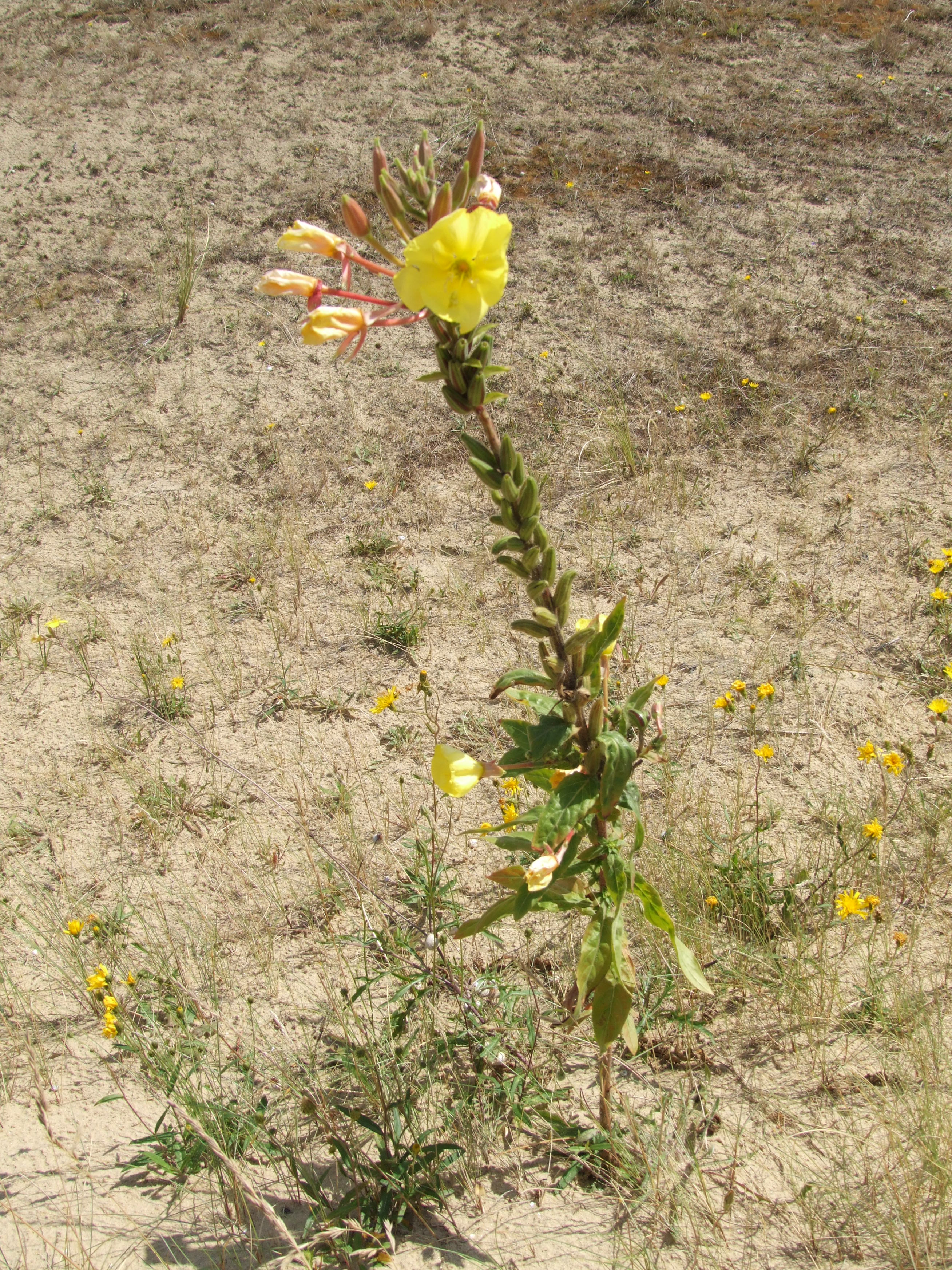
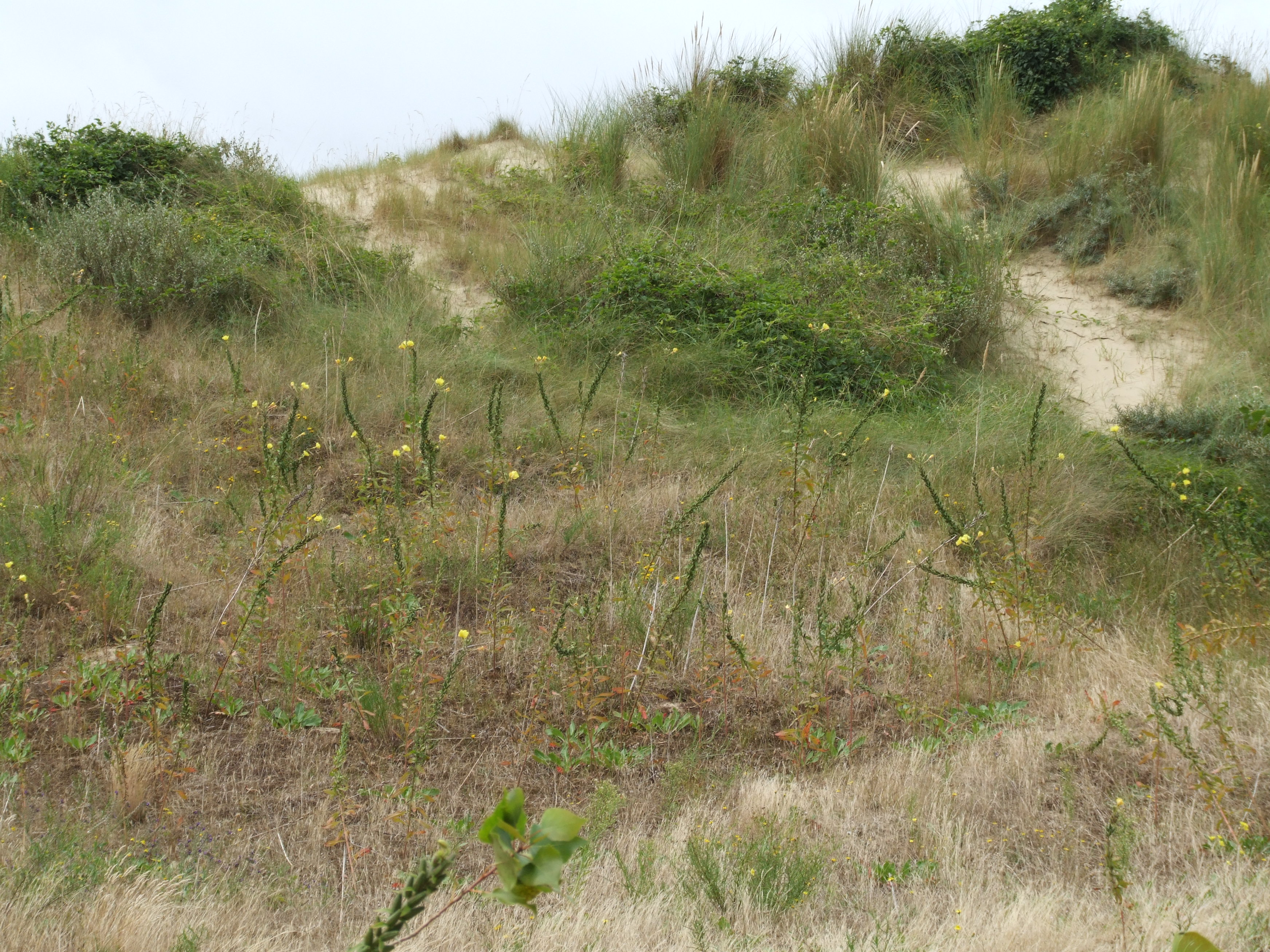
Oenothera glazioviana, Dune du Perroquet, Bray-Dunes